# Viagens Interplanetarias
Viagens Interplanetarias — серія фантастичних творів Лайона Спрег де Кемпа, розпочата наприкінці 1940-х років і написана під впливом тогочасних космічних опер та історій про меч і планету, зокрема «марсіанських» романів Едгара Райса Берроуза.
Серія важлива відходом від примітивних кліше, які тоді домінували у вищезгаданих жанрах, хоча ще не є науковою фантастикою.
Дія творів розгортається в 21-му і 22-му століттях. Серія названа на честь квазідержавної агенції терран (землян), яка є монополістом міжзоряних подорожей, Viagens Interplanetarias ("Міжпланетні подорожі" чи "Міжпланетні тури" португальською мовою), де домінує Бразилія.
Коли де Кемп починав як письменник-фантаст, його рання репутація була побудована на оповіданнях у цьому жанрі. Viagens Interplanetarias представляє об'єднуючу їх розширену науково-фантастичну серію.
Дії відбуваються на населених планетах декількох зірок:
- Sol (Сонце): Земля, Марс;
- Проціон: Осіріс, Ісіда, Тот;
- Тау Кита: Крішна, Вішну, Ґанеша;
- Епсилон Ерідана: Кукулкан;
- Лаланд 21185: Ормазд.

## Твори
Твори впорядковані по роках в сюжетах, який вказаний в дужках.
Крішна
- 1949 — Справу зроблено / Finished (2114, 2140)
- 1950 — Вічний двигун / Perpetual Motion (2137)
- 1949 — Королева Замби / The Queen of Zamba (2138)
- 1951 — Calories (2139)
- 1950 — Рука Зеї / The Hand of Zei (2143, 2144)
- 1977 — The Hostage of Zir (2148)
- 1982 — The Prisoner of Zhamanak (2149)
- 1953 — The Virgin of Zesh (2150)
- 1983 — The Bones of Zora (2151)
- 1958 — Вежа Заніда / The Tower of Zanid (2168)
- 1991 — The Swords of Zinjaban (2171)

Земля
- 1950 — Зуби інспектора / The Inspector's Teeth (2088)
- 1949 — Колоритний персонаж / The Colorful Character (2117)
- 1951 — Творці континентів / The Continent Makers (2153)

Осіріс
- 1950 — Літній одяг / Summer Wear (2104—2128)
- 1950 — Вперед, телята / Git Along! (2135—2148)

Вішну
- 1951 — Свисток Гальтона / The Galton Whistle (2117)
- 1949 — Магічні крекери / The Animal-Cracker Plot (2120)

Ормазд
- 1951 — Королева ізгоїв / Rogue Queen

Кукулкан
- 1988 — The Stones of Nomuru
- 1992 — The Venom Trees of Sunga